# Simeon Baltić
Simeon Baltić (Zemun, 1729. — ?, poslije 1780.), srpski slikar iz Hrvatske

## Životopis
Baltić je rođen u Zemunu 1729. godine. U manastiru Hopovu bio je monah. 1756. godine otišao je u Ukrajinu, u Kijev, učiti slikanje. S gomirskim igumanom Teofilom Aleksićem sklopio je ugovor koji ga je obvezao doći u Gomirje slikati i u slikarstvu poučavati nekoliko učenika. Bili su to Jovan Grbić, Đorđe Mišljenović i Luka Nikšić. Nije poznato da je Baltić potpisivao svoje radove. Znanstvenici pretpostavljaju da su njegova djela prijestolne ikone s ikonostasa, niz cjelivajućih ikona i nekoliko slika na platnu, sve u Gomirju, a danas u Povijesnom muzeju Hrvatske u Zagrebu u Odjelu Srba u Hrvatskoj. Manojlo Grbić smatra da ima Baltićevih ikona koje je oslikao za Perjasicu i Plaški, ali nisu sačuvane. Ivan Bach mu pripisuje četiri ikone i dveri u Gornjim Dubravama. Istraživači drže da su gomirska slikarska škola i Simeon Baltić tek kulturno-povijesnog značenja. Uz Bacha i Dejan Medaković Baltiću pridaju određene vrijednosti. Miodrag Jovanović ga uvažava tek zato što je osnivač ikonografske škole pod ruskim baroknim utjecajem na krajnjem zapadu karlovačke mitropolije.

## Vanjske poveznice
- MUO Athena Plus Simeon Baltić